# Letališče Đà Nẵng
Letališče Đà Nẵng (IATA kratica DAD, ICAO kratica VVDN) je javno letališče, ki se nahaja blizu mesta Đà Nẵng v pokrajini Đà Nẵng v osrednjem Vietnamu.